# Pensioen

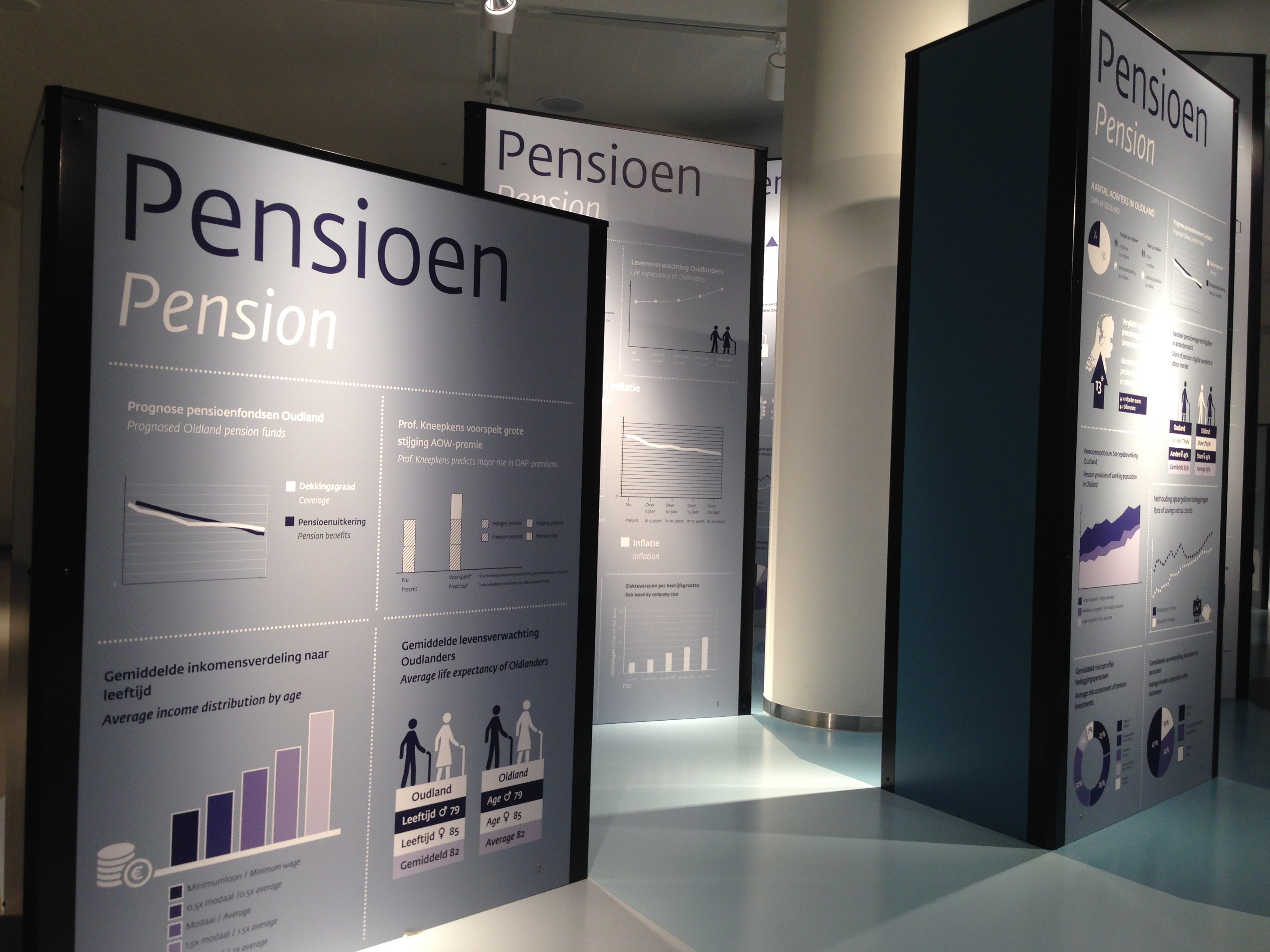
Pensioen in Nederland

Pensioen is een inkomensverzekering, waarmee een (gezins)inkomen wordt verzekerd voor wanneer dat wegvalt wegens ouderdom, arbeidsongeschiktheid of overlijden. De volgende soorten pensioen kunnen onder andere worden onderscheiden:
- Ouderdomspensioen: levenslang, voor de tijd dat men niet meer werkt op latere leeftijd. Afgeleiden hiervan zijn (in Nederland) bijvoorbeeld het prepensioen, vroegpensioen, tijdelijk overbruggingspensioen en het 40-deelnemingsjarenpensioen.
- Nabestaandenpensioen: een uitkering aan achterblijvende partners en wezen. Op grond van de Algemene nabestaandenwet (eerste pijler), (levenslang) partnerpensioen en wezenpensioen (tweede pijler) of een individuele voorziening (derde pijler). Afgeleide hiervan zijn (in Nederland) bijvoorbeeld het tijdelijk nabestaandenoverbruggingspensioen en de anw-hiaatverzekering.
- Arbeidsongeschiktheidspensioen: voor als men niet meer kan werken wegens arbeidsongeschiktheid (ook 'invaliditeitspensioen' genoemd).

Vaak worden deze risico-oorzaken gedekt in een pensioenregeling. Daarnaast kunnen pensioenregelingen bepalingen bevatten voor pensioenopbouw in speciale gevallen, zoals onbetaald verlof, demotie, militaire dienstplicht, zwangerschap en kortstondige werkloosheid.
Met gepensioneerd zijn wordt meestal de combinatie bedoeld van niet meer werken en een levenslang ouderdomspensioen ontvangen. In ruimere zin kan er ook onder vallen niet meer werken en in het levensoverhoud voorzien door inkomen uit vermogen en/of daarop interen.

## Pijlerstelsel
Het pensioenstelsel van een land wordt vaak onderverdeeld in drie 'pijlers':

### Eerste pijler
De 'eerste pijler' is een basispensioen, gewoonlijk door de staat geregeld en gewoonlijk gefinancierd door middel van een repartitiestelsel/omslagstelsel. In België heet dit het wettelijk pensioen. In Nederland is dit geregeld in de Algemene Ouderdomswet (AOW). Deze pijler heeft als doel ten minste een basisvoorziening te scheppen waarmee armoede onder ouderen wordt voorkomen. In sommige landen gaat de eerste pijler veel verder dan een basisinkomen, waardoor de rol van de tweede pijler kleiner is.

#### België
De eerste pijler wordt opgebouwd uit rechten. Bij het werknemerspensioen geldt elk gewerkt jaar voor 1/45ste. Het maximum is 45/45sten. Het stelsel is een rustpensioen of een overlevingspensioen. Beide worden in de volksmond 'het pensioen' genoemd. Deze breuk bepaalt mede de hoogte van het pensioenbedrag, gebaseerd op de hoogte van de gestorte bijdragen tot een bepaald plafond, het zogenaamde pensioenplafond. Er zijn drie stelsels in België: voor zelfstandigen, werknemers en ambtenaren.

#### Nederland
De eerste pijler, de AOW, wordt opgebouwd uit rechten die men verkrijgt voor elk jaar dat men in de 50 jaar voorafgaand aan de uiteindelijk geldende AOW-leeftijd in Nederland verblijft (per jaar bruto 2 % van het maximale bruto bedrag). Men hoeft dus niet werkzaam te zijn.

### Tweede pijler
De 'tweede pijler' is het aanvullend pensioen, ook wel kortweg pensioen genoemd. Het doel van de tweede pijler is om, samen met de eerste pijler, een redelijk inkomen te geven aan ouderen dat is gerelateerd aan het gedurende het werkzame leven genoten salaris.
Een tweedepijlerpensioen van een kapitaalgedekt pensioenfonds kan worden gespaard via het beschikbare-premiesysteem, het verzekeren van een pensioenkapitaal (kapitaalovereenkomst) of het beschikbare-uitkeringssysteem. Ook de zeldzame vastebedragenregeling wordt tot deze categorie gerekend.

#### België
De Belgische 'tweede pijler' zijn de systemen van aanvullend pensioen die door de werkgever gefinancierd wordt (toelage genoemd) in uitvoering van de WAP (Wet Aanvullende Pensioenen). Indien het voorzien is, kan en moet de werknemer ook een premie betalen (bijdrage genoemd). De werkgever heeft een grotere vrijheid indien er geen bijdrage betaald wordt door de werknemer. Dit gebeurt meestal met een groepsverzekering (bv. alle bedrijfsleiders, alle kaderpersoneel, alle bedienden,...) of een individuele pensioentoezegging (zodat niet iedere categorie werknemers hier recht op heeft). Dit gebeurt meestal met een mix van diverse verzekeringsproducten, Tak21 (met gewaarborgd rendement en variabele winstdeling) en Tak23 (aandelen- en/of obligatiefonds verpakt als verzekering). Het kan zijn dat deze producten nog meer verzekeringsluiken tellen, zoals een hospitalisatieverzekering of een overlijdensdekking. Ook tot de tweede pijler behorende is het Vrij Aanvullend Pensioen voor Zelfstandigen, waar een zelfstandige vrij kan voor sparen. Naar aanleiding van het akkoord van 10 februari 2014 over de gelijkschakeling van het aanvullend pensioen tussen arbeiders en bedienden komt er een volledige gelijkschakeling vanaf 1 januari 2025.
Het pensioenplan is met vaste bijdrage (het pensioen onder vorm van kapitaal of rente zal afhangen van de grootte van de bijdragen), met vaste prestatieplan of te bereiken doel (doorgaans uitgedrukt als percentage van het loon) en ten slotte een mengvorm van de beide vorige.
De uitbetaling gebeurt ofwel in rente, waarbij er keuze kan zijn in de periodiciteit (van maandelijks tot jaarlijks) of in een eenmalig kapitaal. Als het plan voorziet in kapitaal, kan men dit kapitaal laten omzetten in een levenslange rente met kapitaalsafstand. De overheid bevordert de uitbetalingen in rente. De omzettingscoëfficiënt is echter vrij nadelig (14,98 voor een man op de leeftijd van 65 jaar), bovendien is er ook geen indexatie. Hierdoor wordt zelden voor de rente gekozen.

#### Nederland
Het Nederlandse aanvullend pensioen wordt door werknemers tijdens hun werkzame leven opgebouwd. De premie wordt betaald door werknemer en werkgever samen. De opbouw hiervan, een secundaire arbeidsvoorwaarde (uitgesteld loon), gebeurt meestal tot de fiscaal toegestane grens (zie onder). Het wordt gefinancierd door een kapitaaldekkingsstelsel of - veel minder vaak - een omslagstelsel, of een combinatie van beide. Het pensioen is bedoeld als aanvulling op de AOW-uitkering, maar gaat niet noodzakelijk tegelijk in.
In Nederland bedraagt de combinatie van eerste en tweede pijler meestal 75% van het gemiddeld verdiende salaris (middelloonsysteem) of, inmiddels zeldzamer, 70% van het laatst verdiende salaris (eindloonsysteem). Die 70% wordt behaald door de AOW en het zelf opgebouwde pensioen bij elkaar op te tellen. Pensioengrondslag is het pensioengevend salaris minus de zogenoemde franchise, over die franchise wordt geen pensioenpremie betaald. Vanaf 1 januari 2015 wordt het pensioengevend salaris beperkt tot 100.000 euro per jaar bij een voltijd dienstverband.

#### Andere landen
In sommige landen (Duitsland, Portugal, VS), wordt nog de boekreserve gebruikt als financieringssysteem. Omdat dit systeem riskant is voor de begunstigden loopt het gebruik er van steeds meer terug. Bij een kapitaaldekkingsstelsel bouwt een werknemer in principe zijn eigen 'spaarpot' op, waaruit later het pensioen wordt uitgekeerd.

### Derde pijler
De 'derde pijler' is vrijwillig, alle inkomensvoorzieningen die mensen zelf treffen vallen hieronder zoals de lijfrenteverzekering en de bancaire lijfrente (respectievelijk met en zonder verzekeringselement). Meestal gaat het om commerciële spaarproducten met fiscale concessies en beperkingen. Tegenwoordig is de bancaire lijfrente populair, omdat producten zonder verzekeringselement eenvoudiger zijn en minder kosten met zich meebrengen.

#### België
De belangrijkste derdepijlerpensioenvoorzieningen voor België zijn: de levensverzekering (niet te verwarren met overlijdensverzekering), pensioensparen, pensioenverzekering, pensioenspaarrekening, pensioenspaarverzekering en het langetermijnsparen. De producten in deze pijler zijn bedoeld voor reparatie van pensioenbreuken en -gaten. Deze ontstaan bijvoorbeeld door het veranderen van baan, verblijf in het buitenland of niet deelnemen aan het arbeidsproces. In deze pijler zijn alle pensioenen kapitaal gedekt en georganiseerd via het beschikbare-premiesysteem. Nationale en internationale waardeoverdracht is in de praktijk vrijwel onmogelijk.

#### Nederland
Voor Nederland zie Lijfrente (Nederland) en Banksparen.

### Vierde pijler
Sparen voor pensioen via niet-fiscale weg wordt officieus weleens de vierde pijler genoemd. Hier vallen o.a. spaarrekeningen, aandelen, obligaties en beleggingsfondsen. In België zijn er ook niet-fiscale levensverzekeringen, waaronder tak21 en tak23. Sommigen beschouwen een eigen woning ook als onderdeel van de vierde pijler, doch zowel in België als Nederland zijn er fiscale hulpmiddelen om dit te verwerven en af te betalen.

### Toepassing
In ontwikkelingslanden komt vaak alleen de eerste pijler voor.
Een aantal landen heeft een bewust beleid om de tweede pijler niet toe te laten. Voorbeelden zijn Polen, Hongarije en Tsjechië.
In de meeste Europese landen bestaat het pensioenstelsel uit de eerste drie pijlers, maar hebben ze een verschillend gewicht. In Nederland zijn de gewichten ongeveer 50 % voor de eerste pijler, 45 % voor de tweede pijler en ongeveer 5 % voor de derde pijler. In andere landen hebben de eerste twee pijlers vaak (maar lang niet altijd) samen een gewicht van 50 %. Het gewicht van de eerste pijler is een politieke keuze. In landen met een communistische geschiedenis is de eerste pijler vaak kwijnend. In Zuid-Europa is de eerste pijler gewoonlijk dominant (70 - 90 %) terwijl in Noord-Europa de eerste pijler ongeveer 40 % in beslag neemt. De grootte van de tweede pijler wordt bepaald door wetgeving, traditie en beleid van de sociale partners.

## Doelmatigheid van het systeem
De doelmatigheid van een pensioensysteem kan worden afgemeten met de deelnamegraad (welk deel van de potentiële deelnemers bouwt een pensioen op) en de vervangingsgraad (welk deel van het inkomen wordt bij pensionering door het pensioen vervangen).

### Deelnamegraad
Eerste pijler pensioenstelsels zijn meestal nationaal en verplicht gesteld, waardoor een deelnamegraad van bijna 100 % wordt bereikt. Tweede pijler pensioenstelsels zijn alleen toegankelijk voor wie een betrekking heeft, waaraan een pensioenregeling is verbonden. Als geen begeleidende maatregelen worden getroffen blijkt dat de deelnamegraad blijft steken op 30 - 50 %. Matching, een systeem waarbij de werkgever toezegt de besparingen van de werknemer te verhogen met een afgesproken percentage, blijkt nauwelijks een invloed op de deelnamegraad te hebben. In Ierland is de deelnamegraad in de tweede pijler bijvoorbeeld 30 %, ondanks subsidies van werkgevers. Wel effectief is de "opt-out" techniek. Dit komt erop neer dat nieuwe werknemers actie moeten nemen om niet aan pensioensparen deel te nemen (bij opt-in moet men juist actie ondernemen om wel deel te nemen). Hiermee kan de deelnamegraad naar rond 70 % worden verhoogd. Zeer effectief is verplichtstelling, waardoor de deelnamegraad in Nederland boven de 90 % ligt.
De Europese Unie heeft geen regels over verplichtstelling; wel over mededinging, die in principe verplichtstelling onmogelijk zouden maken. In een aantal processen heeft het Hof van Justitie van de Europese Gemeenschappen bepaald dat verplichtstelling mogelijk is, als het een sociaal nut dient en er geen misbruik van wordt gemaakt. Hoewel hiermee een plaats voor verplichtstelling is geschapen blijft de situatie onstabiel. De uitspraken van het Hof zijn niet gecodificeerd en kunnen dus door een latere uitspraak van het Hof teniet worden gedaan.

### Vervangingsgraad
De vervangingsgraad is in principe een politieke keuze die uit twee delen bestaat: een gewenste vervangingsgraad (in Nederland 70 % voor belasting, wat neerkomt op rond 100 % na belasting) en een maximaal fiscaal gefaciliteerde vervangingsgraad (in Nederland 100 %). Beide worden vastgelegd met fiscale maatregelen, de maximale jaarlijkse opbouw van de pensioenclaim en de maximale aftrek van betaalde pensioenpremie. In een aantal landen (bijvoorbeeld de Verenigde Staten) is de gewenste vervangingsgraad niet meer dan meetinstrument, maar geen beleidsinstrument.

## Pensioengerechtigde leeftijd
In 1889 voerde Otto von Bismarck het eerste wettelijke staatspensioenfonds in. De pensioengerechtigde leeftijd werd gesteld op 70 jaar. Deze leeftijd zakte naar 65 jaar, wat een internationale norm werd. Die leeftijd geldt overigens zeker niet universeel en staat in meerdere landen onder druk. De pensioengerechtigde leeftijd werd na het salaris een van de belangrijke punten van de vakbonden in loononderhandelingen. In communistische landen beijverden de regimes zich om het pensioen vroeger te laten ingaan. Lagere pensioengerechtigde leeftijden werden ook overeengekomen voor groepen met zware banen, zoals mijnwerkers, bemanning van stoomlocomotieven en voor vrouwen. Omdat de pensioengerechtigde leeftijd een product van de klassenstrijd was geworden, werd hij meer en meer vaststaand, ondanks een toenemende levensverwachting en technologische vooruitgang. Bij de vervanging van stoomlocomotieven door diesel- en elektrische locomotieven werd de pensioengerechtigde leeftijd niet aangepast.
De pensioengerechtigde leeftijd hangt af van de regeling of het contract, dus er is niet eenduidig een datum waarop men kan/mag stoppen met werken. Zo is er voor de AOW in Nederland de AOW-leeftijd. Voor de tweede pijler is de aanvangsdatum van het pensioen vaak binnen bepaalde grenzen te kiezen, en hoeft men deze keuze pas kort tevoren te maken, dus is de term "pensioengerechtigde leeftijd" niet echt van toepassing. Voor de derde pijler zet men vaak het pensioenkapitaal voor een zekere tijd vast. Daarmee bepaalt men zelf van tevoren een ondergrens voor de ingangsdatum van de uitkeringsfase. Rekening houdend met deze beperking en fiscale regels bepaalt men net als bij de tweede pijler uiteindelijk de daadwerkelijke ingangsdatum.

## Pensioenen per land
| Type          | Onderverdeling                                                                              | Niveau      |
| ------------- | ------------------------------------------------------------------------------------------- | ----------- |
| Eerste pijler | Wettelijk pensioen (RSZ) Ambtenarenpensioen Gezinspensioen Overlevingspensioen Rustpensioen | Overheid    |
| Tweede pijler | Groepsverzekering Pensioenfonds                                                             | Collectief  |
| Tweede pijler | IPT (bedrijfsleiders) POZ (zelfstandigen) VAPZ (zelfstandigen) VAPW (werknemers)            | Individueel |
| Derde pijler  | Pensioensparen Langetermijnsparen                                                           | Individueel |
| Vierde pijler | Individueel sparen Beleggingen Levensverzekering Onroerend goed                             | Individueel |

België heeft een uitgebreide lijst van pensioenstelsels. De verschillende stelsels worden in een tabel opgesomd en verder in detail omschreven.

### Europese Unie
Vanaf ongeveer 2010 krijgt de Europese Unie geleidelijk aan en vooral indirect steeds meer zeggenschap over de resultaten van de Nederlandse pensioenwetgeving. Met name de voorstellen om de gestelde dekkingseisen voor pensioenfondsen en verzekeringsmaatschappijen gelijk te trekken kunnen slecht uitpakken voor de Nederlandse pensioenfondsen. Ook de vooral in sociaaldemocratische kringen uitgesproken wens voor een financiële transactiebelasting kan de Nederlandse pensioenfondsen veel geld gaan kosten. Het belangrijkste effect van de Europese staatsschuldencrisis is echter de sterk gedaalde lange rente op de Euro. Deze door de ECB bewerkstelligde rentedaling lijkt om politieke redenen nog jaren te moeten aanhouden. Er zijn aanwijzingen dat dit effect de komende jaren tot verlagingen van de pensioenen zal leiden. Door zorgen hierover bij de consument is het vertrouwen in het Nederlandse pensioensysteem de laatste tien jaar afgenomen.

## Woordgebruik
Met een uitdrukking als "met pensioen gaan" wordt soms gedoeld op het stoppen met werken in plaats van op de aanvang van een pensioenuitkering, bijvoorbeeld als iemand met alleen het Nederlandse eerstepijlerpensioen op latere leeftijd dan zijn AOW-leeftijd stopt met werken. Ook kunnen bij iemand met meerdere pensioenuitkeringsrechten de aanvangsdata verschillen.